# Tonnay-Boutonne
Tonnay-Boutonne é uma comuna francesa na região administrativa da Nova Aquitânia, no departamento de Charente-Maritime. Estende-se por uma área de 22,73 km². Em 2010 a comuna tinha 1 175 habitantes (densidade: 51,7 hab./km²).